# Trypogeus sericeus
Trypogeus sericeus là một loài bọ cánh cứng trong họ Cerambycidae.